# Cruz del Eje
Cruz del Eje est une ville de la province de Córdoba, en Argentine, et le chef-lieu du département de Cruz del Eje.

## Histoire
La région était peuplée par l'ethnie Comechingón. A l'arrivée des Espagnols, au XVIe siècle, les maladies importées par les conquistadors décime la population. Cela facilité la prise de contrôle de la région par les Espagnols.
Le 22 septembre 1908, un tremblement de terre d'une magnitude de 6,5 sur l'échelle de Richter a affecté la ville sans faire de victime.

## Tourisme
La ville est un lieu de destination touristique avec le barrage hydroélectrique construit entre 1940 et 1943 qui permet des activités nautiques.

## Économie
L'agriculture est tournée vers la culture de l'olivier depuis le XXe siècle et l'industrie de son huile.

## Personnalité native
- Jaïro, chanteur.
- Jairo, chanteur
- Juan Tello, joueur professionnel de padel.

## Lien externe

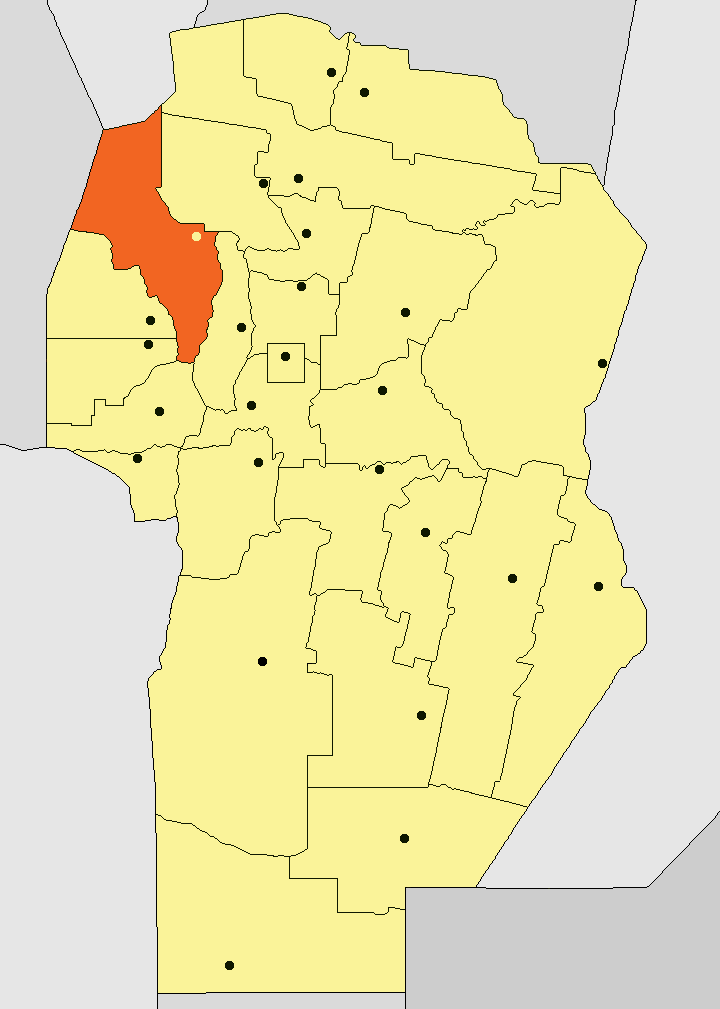
Localisation de la ville dans la province